# Balance romaine

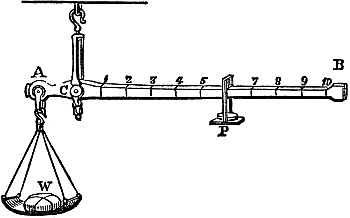
Balance romaine.

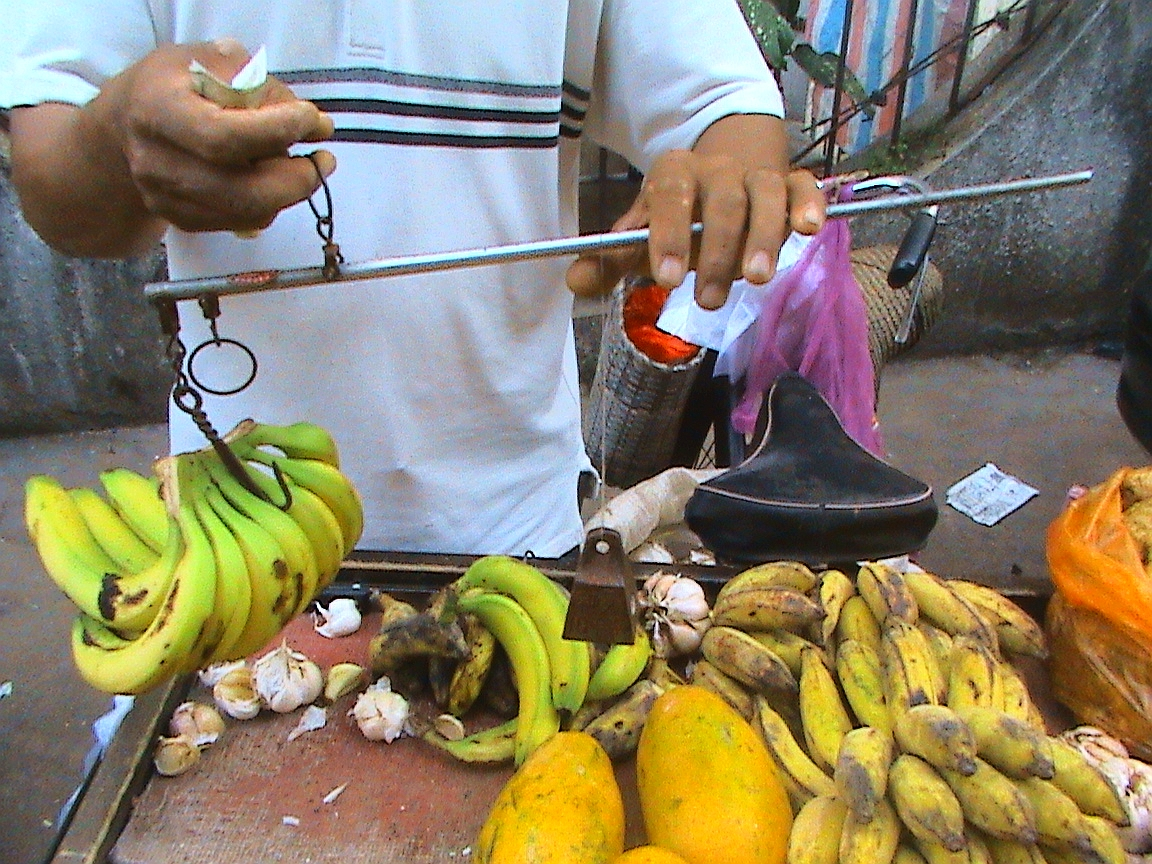
Pesée « à la romaine » en Chine.

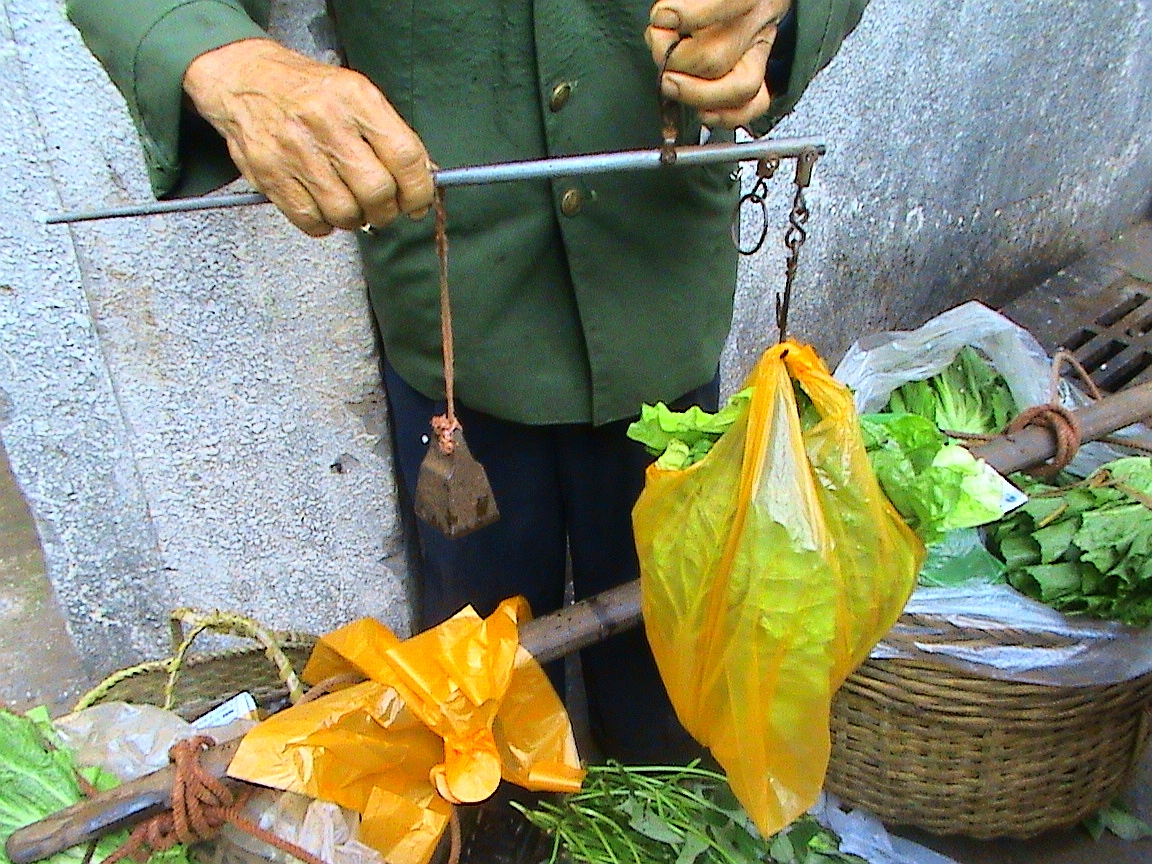
Idem.

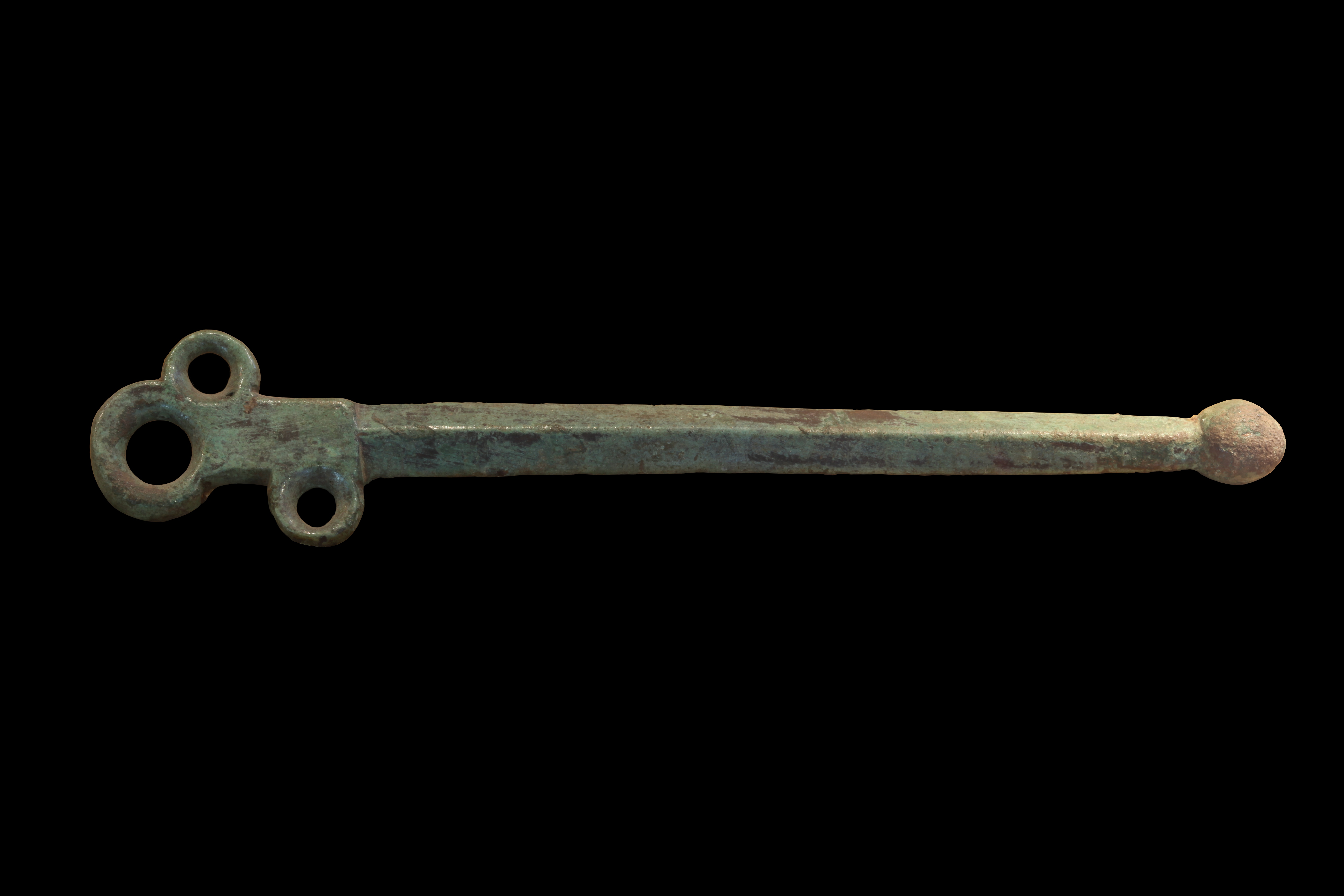
Fléau d'une statera romaine Musée romain de Lausanne-Vidy.

La balance romaine ou « romaine » est une balance qui se compose d'un fléau suspendu par une anse qui le divise en deux bras inégaux. Le bras le plus court porte un bassin (appelé « romaine ») ou un crochet (« quintalier ») destiné à soutenir l'objet à peser. L'équilibre est obtenu à l'aide d'un poids constant (curseur) qui, au moyen d'un anneau, glisse sur le bras le plus long : ce seul poids mobile permet de peser divers objets. L'équilibre a lieu lorsque le fléau est horizontal. Si la suspension est établie à l'aide de « couteaux » — appui idéal sur un point que l'on retrouve dans le trébuchet des apothicaires — et qu'on puisse négliger le frottement, on peut dégager l'égalité :
{\displaystyle {\frac {W}{P}}={\frac {CP}{CA}}}
Avec W l'objet à peser, C le point de suspension, CA, la longueur du petit bras et CP la longueur sur le bras long entre C et le point où le contrepoids P est momentanément suspendu (le bras long porte des divisions équidistantes tracées par le constructeur).
Une balance romaine a toujours deux anneaux de suspension ; on se sert de l'un ou de l'autre selon les cas ; pour un produit peu lourd, on suspend l'instrument par celui des anneaux qui permet d'atténuer un peu l'inégalité des longueurs des deux bras. Pour les matières pesantes, on prend, tout au contraire, l'anneau qui accuse cette inégalité. Aussi le bras long d'un bon instrument porte-t-il deux séries de divisions figurant des poids, les uns sous-multiples et les autres multiples d'un même étalon.
La Rome antique a connu un instrument sous le nom, probablement gréco-parthe, de statera, encore usité aujourd'hui en Italie stadera et le nom de balance romaine (ou « romaine », en anglais roman balance, en allemand römische Wage) en usage en français, remonte en réalité, à travers le castillan romana, à l'arabe al-rummanah رمانة (رمان), la grenade, lui-même traduction du terme persan anarah, quelquefois noté narah, grenade sauvage. En effet, les Arabes, et avant eux les Persans, avaient l'habitude de donner au poids mobile la forme stylisée d'une grenade. Le nom de quintalier, donné à l'instrument lorsqu'il est muni d'un crochet, ou l'unité de poids « quintal », sont également d'origine arabe, qintar (قنطار), lui-même emprunté au grec médiéval κεντηνάριον, kentēnárion, du latin tardif centenarium « poids de cent livres ». Le quintal arabe pesait tantôt 100, tantôt 120 ratls.
Le quintalier, balance ordinaire des Chinois depuis le second millénaire avant l'ère chrétienne, ne fait vraisemblablement son apparition en Europe, à Rome, que vers le milieu du Ier siècle av. J.-C. La « romaine » était avant tout et surtout l'instrument des negotiatores sericarii, marchands de soieries chinoises qui étaient presque tous des Syriens ou des Juifs venus de l'Est de l'Euphrate et portant des noms, inscrits sur leurs quintaliers, tels que Jean (Iôannes), Georges (Kyriakos), Phôtios ou Mardochée. Ces Libanais, ces Araméens ou ces Chaldéens s'approvisionnaient en soieries chinoises, soit à la frontière de l'Empire parthe, sur l'Euphrate, soit plus loin à l'Est. Si les Syriens s'arrêtaient à l'Euphrate, Chaldéens et Juifs, eux, poussaient jusqu'à la frontière orientale de l'Empire parthe. En Asie centrale, de l'autre côté de l'Amou-Daria, le commerce était entre les mains des Bactriens et des Sogdiens, peuples scythiques parlant des dialectes iraniens. Les Bactriens et les Sogdiens avaient connu les Chinois déjà à la fin du IIe siècle, et avaient su, un bon demi-siècle avant les Romains ou tout au moins avant les Libanais, ce que sont une « romaine » et un quintalier, car il existe, au Moyen-Orient et en Asie centrale, deux mots désignant, l'un le quintalier et l'autre la « romaine », tous deux remontant à cette lointaine époque, témoin des premiers débuts de la route de la soie.
La romaine était encore au XXe siècle la balance ordinaire de l'extrême-Orient. En Chine, la balance à deux plateaux ne se rencontrait que là où étaient implantés les « blancs ». La plupart des coolies en Chine, avec quelques décimètres de bambou et un fil à soie sait fabriquer sa « romaine ». Au Japon tous les termes associés au pesage contiennent le mot hakari (秤) qui dérive de l'idée de poids mobile de la « romaine ». Le caractère chinois 平 (ping) est associé à la balance romaine, et précède le nom de toutes les villes associées à l'activité bancaire et de change de la Chine (Pingyao) ou la romaine était d'un grand usage.
À une époque plus récente, témoins des antiques routes terrestres de commerce de l'Orient, dans les pays germaniques et la Russie, la balance romaine était beaucoup plus populaire qu'elle ne l'est dans les centres maritimes de l'ouest. La romaine était très présente en Suède, au Danemark, à Moscou, longtemps carrefour commercial de l'Orient. Au Moyen-Orient et au Levant, le quintalier se rencontrait entre les mains des caravaniers et dans les caravansérails et était du ressort du Muhtasib. Mais partout ailleurs chez les marchands, c'était la balance à deux plateaux qui prédominait. Avant le XVIIe siècle, une romaine s'est retrouvée entre les mains des banquiers et des apothicaires de Perse, d'Afghanistan et de toute l'Asie centrale, mais elle disparut, sous l'influence du commerce d'argent avec l'Espagne, le Portugal et le reste de l'Occident.
D'après l'estimation du Service des Poids et Mesures, il y avait en France, en 1933, sur 100 balances, 13 romaines ; en 1944, sur 100 balances poinçonnées, 10 romaines proprement dites et 27 romaines-bascules ; et les tout derniers chiffres, ceux de 1947, accusent sur 100 balances poinçonnées 8,5 romaines proprement dites et 25 romaines-bascules. Donc laissant de côté les balances complexes ou d'usage limité, telles que les peseuses, les « carats » ou les « ponts », pour ne prendre en considération que les formes les plus simples, d'après l'estimation générale de 1938, on employait en France 40 000 romaines contre 228 000 balances à fléaux égaux, dont 180 000 balances Roberval.
La « romaine » s'est rencontrée également dans l'Amérique précolombienne.
La « romaine » fait l'objet de nombreux traités arabes qui en expliquent la manipulation ou la construction -  Le Liber Charastonis de Thābit ibn Qurra (826-901) par exemple - quand il n'existe guère de traités particuliers sur la balance ordinaire.

## Pour approfondir